# Окур (Оаза)
Окур (фр. Haucourt) насеље је и општина у североисточној Француској у региону Пикардија, у департману Оаза која припада префектури Бове.
По подацима из 2011. године у општини је живело 148 становника, а густина насељености је износила 38,14 становника/km². Општина се простире на површини од 3,88 km². Налази се на средњој надморској висини од 66 метара (максималној 179 m, а минималној 87 m).

## Демографија
| 1962. | 1968. | 1975. | 1982. | 1990. | 1999. | 2011. |
| ----- | ----- | ----- | ----- | ----- | ----- | ----- |
| 28    | 62    | 76    | 76    | 118   | 128   | 148   |

График промене броја становника у току последњих година